# Georges Pelletier-Doisy

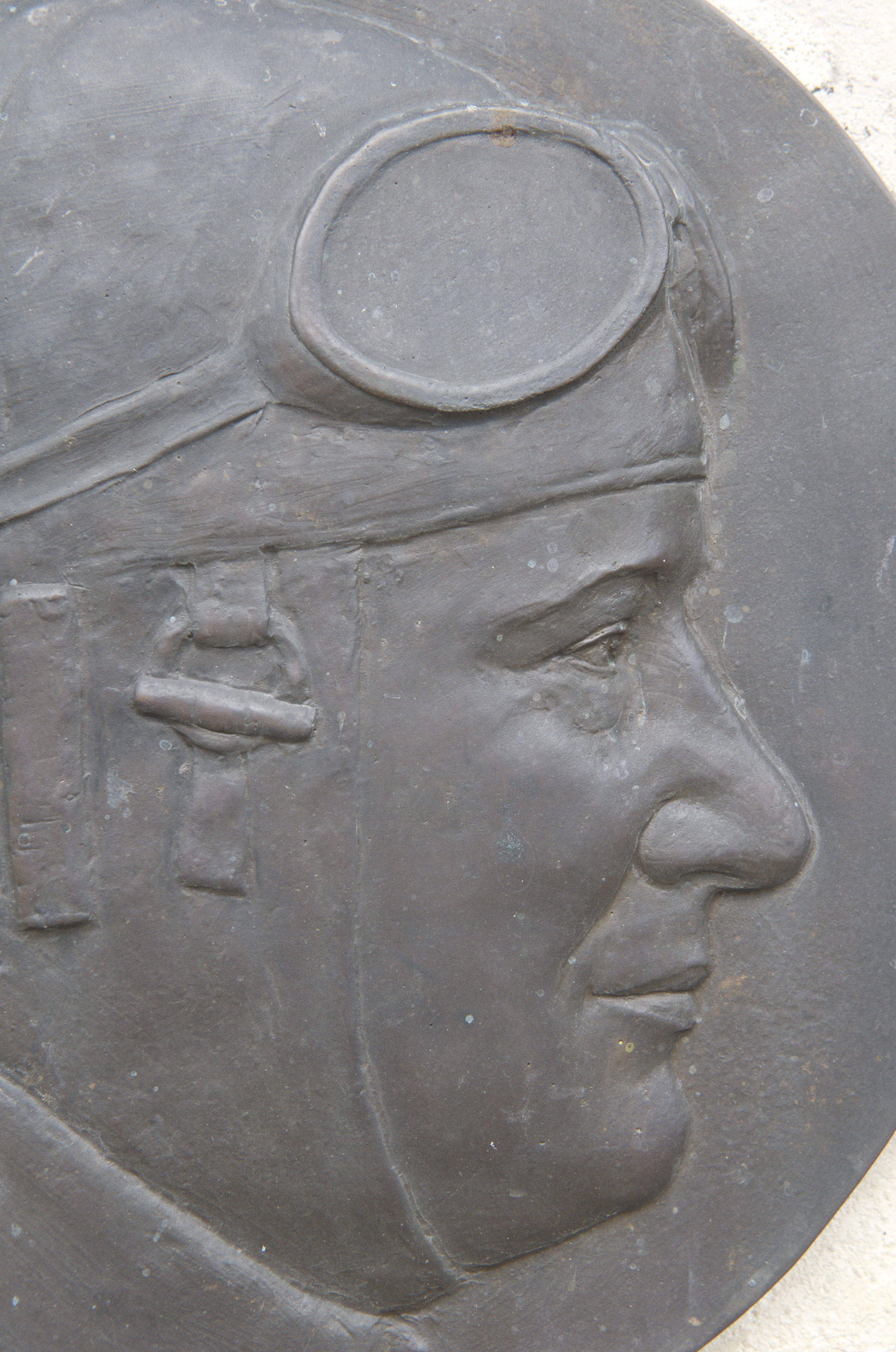
Médaille représentant le profil du général Georges Pelletier Doisy sur le monument érigé à Saulzay-le-Potier.

Pour les articles homonymes, voir Georges Pelletier, Pelletier (homonymie) et Doisy.
Georges Pelletier Doisy, né à Auch le 9 mai 1892 et mort à Marrakech le 26 mai 1953 est un aviateur français. Surnommé « Pivolo », ce pionnier de l’aviation (brevet no 284), as de la Première Guerre mondiale (6 victoires en combats singuliers, quatre avions abattus), s'est rendu célèbre en 1924 en réussissant le raid Paris–Tōkyō, soit 19 600 kilomètres en 20 étapes. 

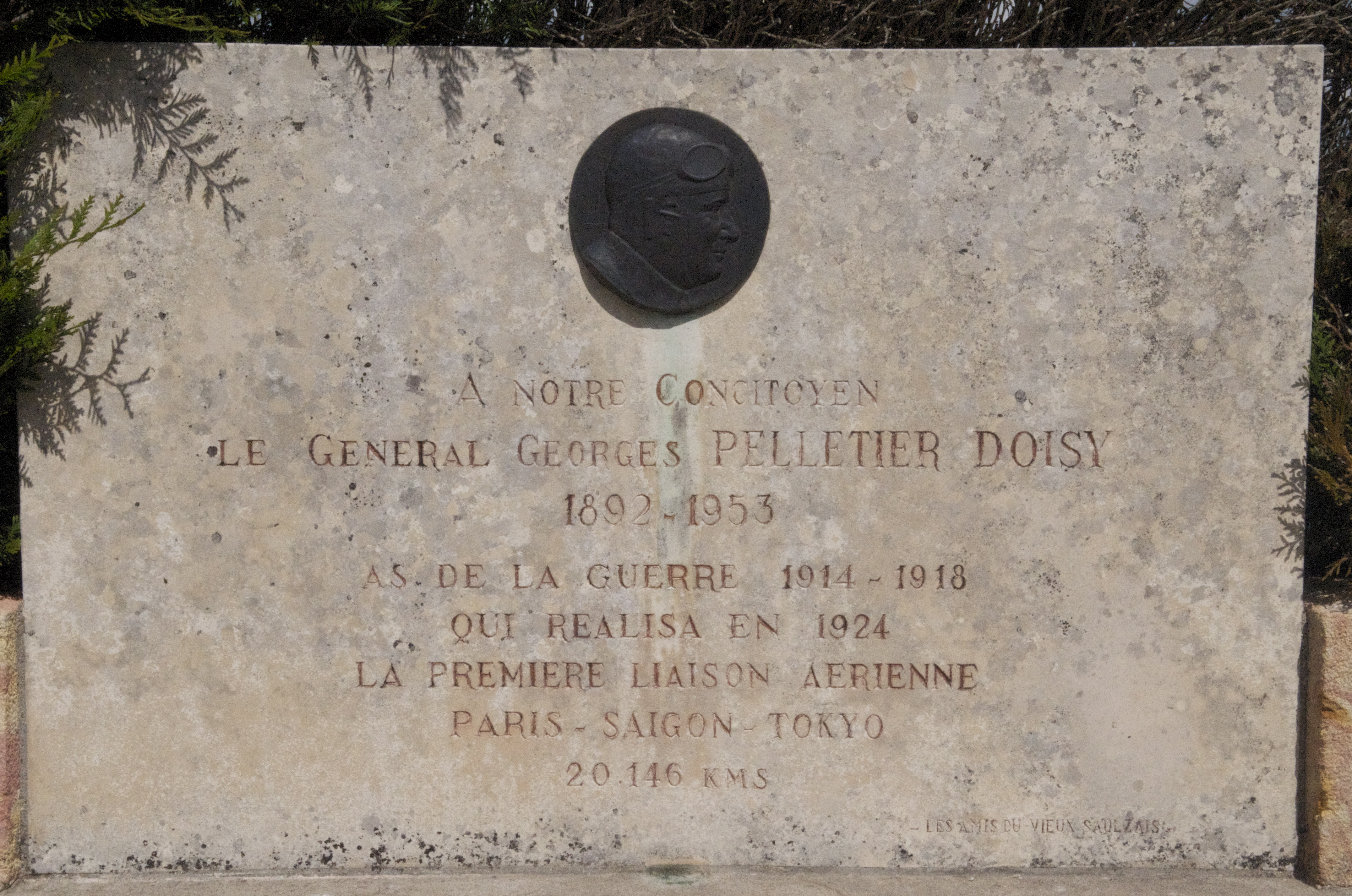
Stèle érigée à Saulzais-le-Potier (Cher) à la mémoire du général Georges Pelletier Doisy.

## Le pilote, le raid
Un solide gaillard — près du quintal — à l’esprit volontaire et chevaleresque, aventurier et intuitif, rugbyman à ses heures de loisir, le lieutenant Pelletier Doisy est un pilote confirmé lorsqu’il reçoit, à 32 ans, l’ordre de mission qu’il avait sollicité lui permettant de rallier Hanoï en onze étapes : Budapest, Constantinople, Alep, Bassorah, Bander-Abbas, Karachi, Âgrâ, Calcutta, Akyab, Bangkok et Hanoï. Et si possible, pour le prestige, de « pousser » jusqu’en Chine et au Japon, pour faire aussi bien et même mieux que les Américains et les Anglais, engagés à la même époque dans une course aux records aériens. La France ne veut pas être en reste et, considérant d’intérêt national une liaison aérienne entre la métropole et l’Indochine, le ministère de la guerre valide le projet défendu par Pivolo.
Pelletier Doisy s’envole de Villacoublay le 24 avril 1924 à 6h45. Il lui faut 120 h de vol effectif (moyenne 168 km/h) pour rallier Tōkyō. Accueilli déjà le 8 juin à Osaka dans l'enthousiasme, en particulier par le pilote japonais Kiyotake Shigeno - qui avait participé au premier conflit mondial au sein de l’escadrille des Cigognes - il se pose le 9 juin à midi sur le terrain de Tokorosawa près de la capitale japonaise, où il est accueilli par une foule considérable, dans laquelle figurent l'ambassadeur de France Paul Claudel et l'attaché de l'air Marcel Têtu.

### Le mécanicien
Le sergent Lucien-Pierre-Alfred Besin, né le 15 juin 1894 à Quiévy (Nord), mécanicien de valeur et ayant un goût prononcé pour l’aventure, suit la construction du moteur et du Breguet de A à Z. Il embarque notamment une hélice de rechange, des pompes à essence, des magnétos, des pneus. Il voyage jusqu’à Shanghai dans un petit « local » derrière le pilote, local verrouillé de l’extérieur. Passager passif pendant le vol — il tue souvent le temps en dormant — Besin s’active aux escales en réglant et réparant l’appareil.
Affichant de brillants états de services, décoré entre autres de la médaille militaire et de la médaille coloniale, il sera promu sergent-major mécanicien le 1er avril 1924.

### L’avion
Il s’agit d’un Breguet 19 A2, un « sesquiplan » entièrement métallique sauf les ailes en toile, muni d'un moteur Lorraine-Dietrich de 400 chevaux lubrifié à l’huile de ricin (jusqu’à Karachi, puis avec une huile plus lourde après cette étape indienne pour tenir compte de la chaleur). Ce bombardier sera ensuite adapté au raid par l’adjonction de trois réservoirs supplémentaires, soit une capacité totale de 940 litres de carburant. Il pèse environ 1 300 kg à vide et 2 700 kg en pleine charge, consomme 70 litres d’essence à l’heure, autonomie de 2 000 kilomètres environ. Son moteur, tournant à 1 500 tr/min, lui permet une vitesse de croisière de 150  à   180 km/h.

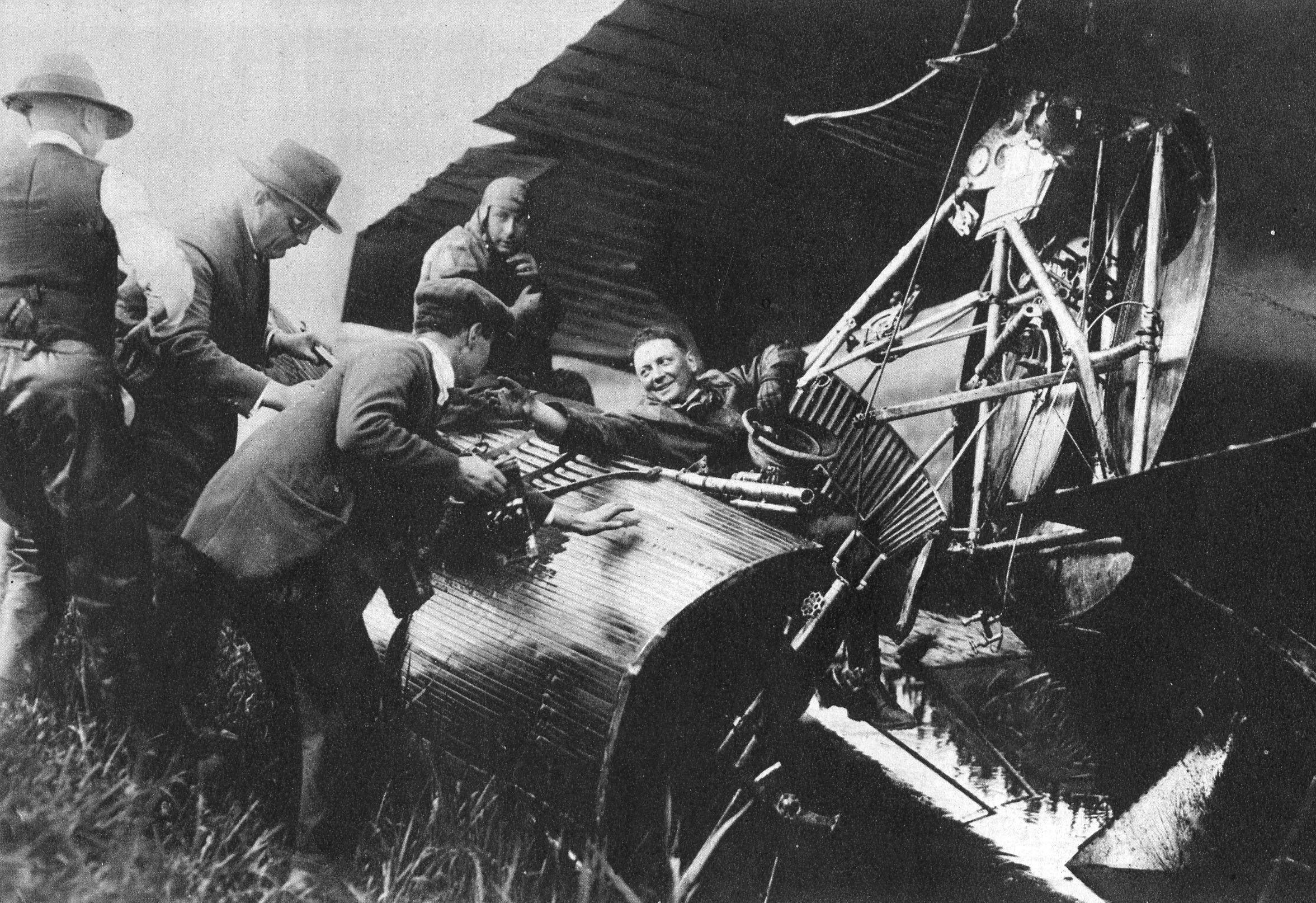
Atterrissage forcé à Shanghai le 20 mai 1924

Convaincu par les qualités de l’appareil, Pelletier Doisy se contente de courtes séances d’essais avant le grand départ. Le Breguet est baptisé Jacqueline, prénom de la fille de l’aviateur, alors âgée de quelques mois.
Cet avion achève sa carrière à Shanghai, où Pivolo se pose en catastrophe, moteur en panne, ne pouvant éviter un fossé au milieu du terrain.
De Shanghai à Tokyo, Pelletier Doisy utilise un Breguet XIV, moteur de 300 chevaux, prêté par le colonel Tsou, commandant de l’aviation du Tché-Kiang. (Tsou fut l’un des rares Chinois à combattre dans les rangs français pendant la guerre. Il fut pilote à l’escadrille N 37, une victoire à son actif). Pour Pelletier Doisy, ce Breguet XIV était déjà quelque peu fatigué avant d’entreprendre la dernière partie du voyage (6 850 km en 8 étapes). Il connaissait le modèle pour avoir réalisé à ses commandes Tunis-Paris et diverses missions en Afrique centrale.

### Péripéties de vol
- Vol diurne uniquement, à vue, sans T.S.F. pour économiser du poids.
- Pluie et neige, brume : Pelletier-Doisy se pose dans un bourbier à Alep. Son avion fait trois « cheval de bois » (équivalent d’un tête à queue pour une automobile) avant de réussir son décollage.
- Chaleur aussi : l’eau du radiateur se vaporise (étape Calcutta-Rangoon), des pneus éclatent au décollage (Bender-Abbas) ou en vol (Calcutta-Rangoun). Ce qui impose des atterrissages très courts, sur une roue…
- Déchirure de la toile de l’aile supérieure droite entre Karachi et Agra.
- Le moteur du Breguet 19 est changé à Hanoï, terme initial du raid.
- 16e étape : atterrissage d’urgence et crash à Shanghai. Le moteur, calé, ne permet pas à Pivolo avant de se poser de faire un tour de reconnaissance du terrain, en fait un champ de courses parsemé de tombes et coupé par un fossé où l’avion se disloque.
- 19e étape : atterrissage moteur en panne à Hiroshima.
- De Shanghai à Tokyo, le sergent mécanicien Besin voyage à l’air libre à l’arrière du Breguet 14. Le confort, après 12 000 kilomètres effectués dans la « cage » du « Jacqueline ».

## Parcours d'un aviateur
Georges Pelletier Doisy naît à Auch le 9 mai 1892. Son grand-père paternel, Edme-Charles Pelletier, et son grand-père maternel, Robert Doisy de Villargennes furent tous deux maires d'Auch. Il fait ses études à l'école Sainte-Marie et au Lycée Salinis. Grand sportif, il est membre du FCA puis du Racing. Il s’engage en 1910 dans la cavalerie avant de rejoindre l’aviation en 1912. Breveté à l'école d'aviation militaire de Chartres (future Base aérienne 122 Chartres-Champhol), il effectue une carrière accomplie. Il prend sa retraite d’aviateur avec le grade de général et se retire au Maroc, où il meurt le 26 mai 1953. Il est inhumé à Auch. Une plaque à sa mémoire est apposée sur sa maison natale au 34 chemin du Barrail.
Il était commandeur de la Légion d'honneur, titulaire de la Médaille militaire et de la Croix de guerre. Avant ce raid, Georges Pelletier Doisy avait accompli (liste non exhaustive) :
- Le premier tour de France aérien (1914).
- Constantinople—Paris (1919)[réf. souhaitée].
- Paris—Vienne (Autriche) sans escale en 10 heures (1920)[réf. souhaitée].
- Paris—Bucarest sans escale en 19 heures (1921)[réf. souhaitée].
- Toulouse—Paris en 3 heures (1922)[réf. souhaitée].
- Tunis—Paris, 1 700 kilomètres, dont 800 sur la mer à basse altitude et sans flotteur (1922)[réf. souhaitée].
- Casablanca—Tunis, 1 900 kilomètres en 12 heures (1922)[réf. souhaitée].
- Le tour de la Méditerranée - à bord d'un avion Amiot (1927)[réf. souhaitée].
- Lorsqu’il prend le départ du raid, il est pilote à l’escadrille tunisienne dont les avions portent le « chat noir miaulant à la lune sur croissant d’argent »[réf. souhaitée].
- Il fait partie des « Vieilles Tiges », amicale des pilotes brevetés avant le 2 août 1914[réf. souhaitée].